# Benibéder
Benibéder era una antiga alqueria, hui desapareguda, que estava situada al terme municipal de Xaló, a la comarca de la Marina Alta, al País Valencià.

## Etimologia
El topònim d'aquesta alqueria significa els descendents de Béder. Béder és la forma valencianitzada de l'antropònim àrab Badr (o Bedr), que era un nom prou freqüent a Al-Andalus. Aquest Béder seria molt probablement un avantpassat comú de les famílies musulmanes que vivien a l'antiga alqueria.